# Göppmannsbühl am Berg
Göppmannsbühl am Berg ist ein Gemeindeteil der Gemeinde Speichersdorf im Landkreis Bayreuth (Oberfranken, Bayern). Göppmannsbühl am Berg liegt in der Gemarkung Haidenaab.

## Lage
Das Dorf liegt etwa 3 km nordöstlich des Kernortes Speichersdorf auf einem Westhang an dem am südwestlichen Ortsrand fließenden Tauritzbach, einem rechten Zufluss der Haidenaab. Es ist mit dem Nachbarort Göppmannsbühl am Bach baulich verbunden, beide Orte werden im Sprachgebrauch oft zu Göppmannsbühl zusammengefasst. Von Haidenaab ist es nur durch die Bahnstrecke Nürnberg–Cheb getrennt.
Die Kreisstraße BT 18 verbindet den Ort mit Göppmannsbühl am Bach und der weiter südlich verlaufenden Bundesstraße 22.

## Geschichte
Die Geschichte von Göppmannsbühl am Berg ist eng mit Schloss Göppmannsbühl verbunden. Der Ort gehörte im Laufe der Zeit verschiedenen Adelsfamilien, u. a. von 1517 bis 1570 den Herren von Streitberg. Göppmannsbühl war innerhalb des Verwaltungsgebiets des Fürstentums Bayreuth Teil des Oberamts Neustadt am Kulm. Dieses wurde um 1680 eingerichtet und bestand bis 1772. Die ehemalige Gemeinde Göppmannsbühl am Berg wurde 1946 nach Haidenaab eingegliedert. Im Zuge der Gebietsreform in Bayern kam Haidenaab und damit auch Goppmannsbühl am Berg am 1. Januar 1972 zur Gemeinde Speichersdorf.

## Baudenkmäler
In der Liste der Baudenkmäler in Speichersdorf sind für Göppmannsbühl am Berg zwei Objekte aufgeführt.